# Ilha das Flores (curta-metragem)
Ilha das Flores é um documentário de curta-metragem brasileiro de 1989, dirigido por Jorge Furtado e produzido pela Casa de Cinema de Porto Alegre com apoio da Kodak do Brasil, Curt-Alex Laboratórios e Álamo Estúdios de Som.
De forma ácida e com uma linguagem quase científica, o curta mostra como a economia gera relações desiguais entre os seres humanos. O próprio roteirista/diretor já afirmou em entrevista que o texto do filme é inspirado em suas leituras de Kurt Vonnegut ("Café-da-manhã dos Campeões"/ "Breakfast of Champions") e nos filmes de Alain Resnais ("Meu Tio da América"/ "Mon Oncle d'Amérique"), entre outros. Embora tenha um leve cunho humorístico, a mensagem que o filme transmite ao espectador sobre como os seres humanos tratam uns aos outros é mostrada de forma séria.
Em novembro de 2015, o filme entrou na lista feita pela Associação Brasileira de Críticos de Cinema (Abraccine) dos 100 melhores filmes brasileiros de todos os tempos. Em maio de 2019, o filme foi também eleito pela Abraccine o melhor curta-metragem brasileiro da história.

## Sinopse
Um narrador conta, durante todo o filme, o desenrolar de um tomate. O curta se inicia no campo de cultivo de tomates do Sr. Suzuki, que vende seus tomates para um supermercado, onde são comprados pela Sra. Anete, uma vendedora de perfumes, juntamente com um pouco de carne de porco. Cada compra requer a utilização de dinheiro, que é, junto com o tomate, o elemento constante na história. A Sra. Anete pretende fazer um molho de tomate para preparar junto à carne de porco, mas ao perceber que um dos tomates que ela comprou (e que veio da horta do Sr. Suzuki) está apodrecido ela o joga no lixo. Juntamente com o restante do lixo, o tomate descartado é levado para a "Ilha das Flores", um aterro de Porto Alegre. Lá, o material orgânico considerado adequado é selecionado como alimento para suínos de um dono de um terreno no local. O resto, que é considerado inadequado para os porcos, é dado a mulheres e crianças pobres para comer.

## Elenco
- Ciça Reckziegel como Dona Anete
- Luciana Azevedo como Ana Luizia Nunes
- Irene Schmidt como cliente da Dona Anete
- Takahiro Suzuki como Sr. Suzuki
- Douglas Trainini como um dos familiares da Dona Anete
- Julia Barth como um dos familiares da Dona Anete
- Igor Costa como um dos familiares da Dona Anete

## Recepção
O filme já foi acusado de "materialista" por ter, em uma de suas cartelas iniciais, a inscrição "Deus não existe", no entanto o crítico Jean-Claude Bernardet definiu Ilha das Flores como "um filme religioso" e a CNBB (Conferência Nacional dos Bispos do Brasil) concedeu ao filme o Prêmio Margarida de Prata, como o "melhor filme brasileiro do ano" em 1990.
Em 1995, durante o Festival de Curtas-Metragens de Clermont-Ferrand, Ilha das Flores foi eleito pela crítica europeia (junto com Couro de Gato de Joaquim Pedro de Andrade) como um dos 100 mais importantes curtas-metragens do século XX.
Levantamento feito em 2019 pela Associação Brasileira de Críticos de Cinema classificou o filme como o melhor curta-metragem brasileiro da história.

## Prêmios
- Melhor Curta-Metragem, Melhor Curta do Júri Popular, Prêmio da Crítica e mais 6 prêmios no 17° Festival de Gramado, 1989.[7]
- Urso de Prata para curta-metragem no 40° Festival de Berlim, 1990.[8]
- Prêmio Air France como melhor curta brasileiro do ano, 1990.
- Prêmio Margarida de Prata (CNBB), como melhor curta brasileiro do ano, 1990.
- Prêmio Especial do Júri e Melhor Filme do Júri Popular no 3° Festival de Clermont-Ferrand, França, 1991.
- "Blue Ribbon Award" no American Film and Video Festival, New York, 1991.
- Melhor Filme no 7º No-Budget Kurzfilmfestival, Hamburgo, Alemanha, 1991.